# Peter Svensson

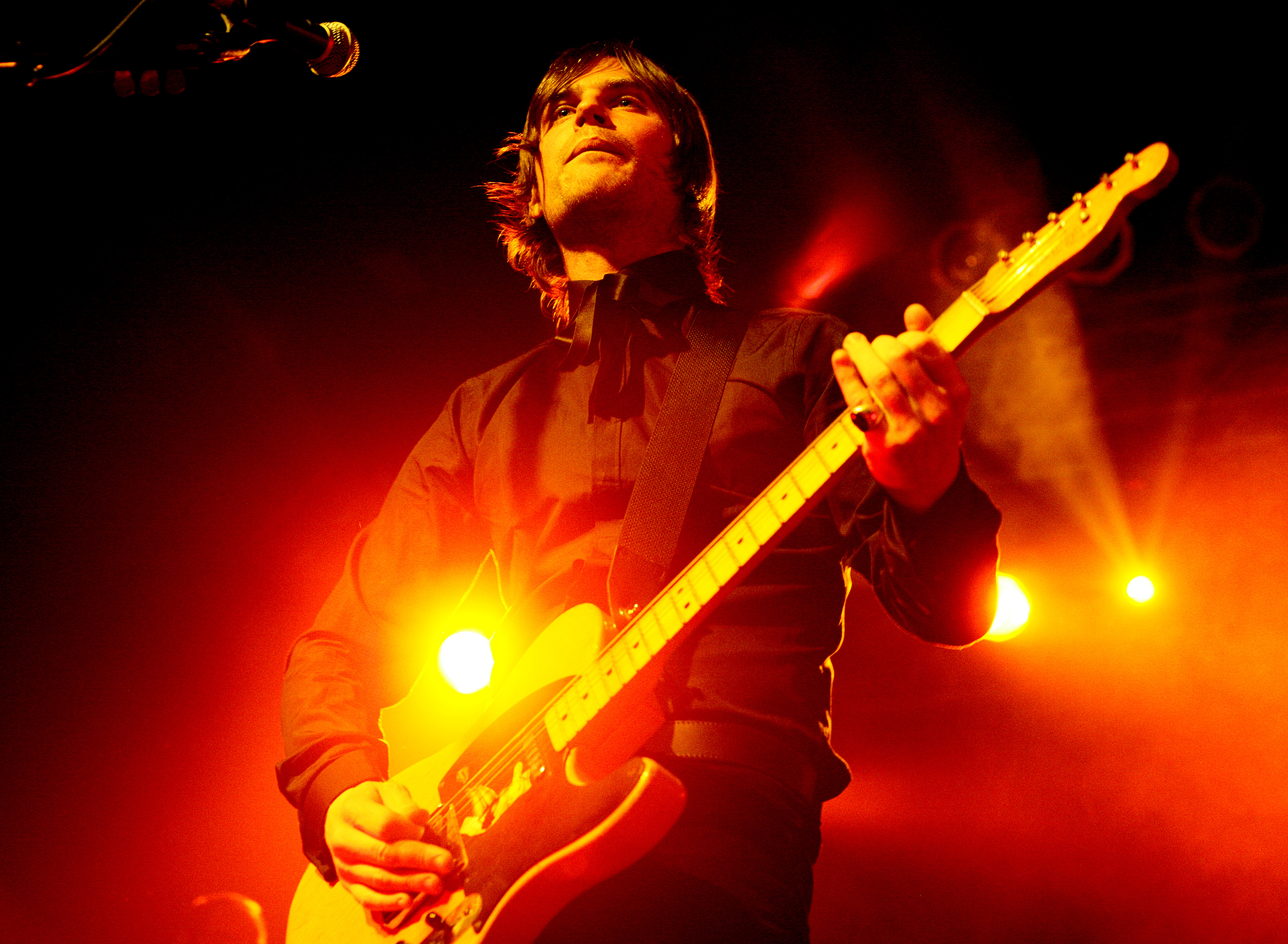
Peter Svensson tocando sua guitarra

Peter Svensson é um guitarrista e compositor da banda The Cardigans.